# Immeuble de négoce de la rue Jean-Chatel
L'immeuble de négoce de la rue Jean-Chatel est un édifice commercial français situé aux 22-24 rue Jean-Chatel, à Saint-Denis, sur l'île de La Réunion. Il est inscrit aux monuments historiques depuis le 21 décembre 2016.